# Microdesmus dipus
Microdesmus dipus е вид бодлоперка от семейство Microdesmidae.

## Разпространение и местообитание
Видът е разпространен в Гватемала, Еквадор, Коста Рика, Мексико, Никарагуа, Панама, Салвадор и Хондурас.
Среща се на дълбочина от 0,7 до 2 m.

## Описание
На дължина достигат до 8,8 cm.